# Mušalež
Mušalež – wieś w Chorwacji, w żupanii istryjskiej, w mieście Poreč. W 2011 roku liczyła 366 mieszkańców.